# Euxoa fasciata
Euxoa fasciata là một loài bướm đêm trong họ Noctuidae.